# Organisation Internationale des Constructeurs d'Automobiles
Organisation Internationale des Constructeurs d’Automobiles (англ. International Organization of Motor Vehicle Manufacturers, OICA; с фр. — «Международная организация производителей автомобилей», МОПА) — основанная в 1919 году в Париже международная торговая ассоциация, членами которой являются 39 национальных торговых ассоциаций автомобильной промышленности. МОПА содействует общению между своими членами, национальными торговыми ассоциациями автомобильной промышленности и отстаивает политику и позиции, представляющие взаимный интерес для её членов на международном уровне и для широкой общественности.
МОПА размещает на своем веб-сайте статистику автопрома, рабочие документы различных экспертных групп Организации Объединённых Наций, включая Всемирный форум по гармонизации правил использования транспортных средств (World Forum for Harmonization of Vehicle Regulations, основан в 1952 г. «Working Party of experts on technical requirement of vehicles»).
МОПА координирует планирование крупных автосалонов.